# Existenzbedürfnisse
Existenzbedürfnisse sind in der Biologie physiologisch notwendige Lebensbedingungen wie Atmung, Ernährung, Licht und Wärme, die unmittelbar den Stoff- und Energiewechsel und damit die Selbsterhaltung eines Lebewesens sichern. 
Pflanzen, Algen, einige Bakterien und Archaea betreiben Photosynthese und benötigen Licht; andere Mikroorganismen leben von der Chemosynthese. Tiere verstoffwechseln (metabolisieren) bei ihrer Verdauung andere Organismen oder deren Speicherstoffe (etwa Kohlenhydrate, Proteine oder Fette), siehe auch Chemotrophie.
In der Psychologie und Soziologie sind die Existenzbedürfnisse des Menschen, auch primäre Bedürfnisse eine Untermenge der Grundbedürfnisse, dienen der Selbsterhaltung und sind eine Voraussetzung für die Lebenserhaltung. 
Beispiele für Existenzbedürfnisse des Menschen sind: 
- Atmung (saubere Luft)
- Nahrung (sauberes Trinkwasser, gesundes Essen)
- Wärme und Schlaf (Kleidung, Unterkunft)